# Tore Samuel Nyberg
Tore Samuel Nyberg (* 4. Januar 1931 in Uppsala; † 14. März 2018 in Odense) war ein schwedischer Historiker und Mediävist, der als Hochschullehrer an der Syddansk Universitet in Odense tätig war.

## Leben
1965 verteidigte er seine Doktorarbeit Birgittinische Klostergründungen des Mittelalters an der Universität Lund. Ab 1971 lehrte er in Odense.
2003 erhielt er die Ehrendoktorwürde der Theologie der Universität Uppsala. Seine Forschungen drehten sich u. a. um das Klostersystem, Birgitta von Schweden und die Birgittiner-Klöster und um spätmittelalterliche religiöse Themen.
Nyberg ist auf dem Uppsala gamla kyrkogård begraben. Sein wissenschaftlicher Nachlass wird von der Bibliothek der Universität Lund verwaltet.

## Schriften (Auswahl)
- Birgittische Klostergründungen des Mittelalters (= Bibliotheca Historica Lundensis. Band 15). Gleerup, Leiden 1965.
- Der Geschäftsgang bei der Ausfertigung der Gründungsdokumente des Birgittenklosters Altomünster durch die Römische Kurie. In: Archivum Historiae Pontificiae Bd. 9 (1971) S. 209–248.
- Die Kirche in Skandinavien. Mitteleuropäischer und englischer Einfluß im 11. und 12. Jahrhundert. Anfänge der Domkapitel Børglum und Odense in Dänemark (= Beiträge zur Geschichte und Quellenkunde des Mittelalters. Band 10). Thorbecke, Sigmaringen 1986, ISBN 3-7995-5710-5 (Zugl.: Augsburg, Univ., Habil.-Schr., 1981).
- Dokumente und Untersuchungen zur inneren Geschichte der drei Birgittenklöster Bayerns: 1420–1570. Erster und zweiter Teil (= Quellen und Erörterungen zur bayerischen Geschichte. Band 26). C. H. Beck, München 1972/1974, ISBN 3-406-10382-0.
- Skt. Peters efterfølgere i brydningstider. Omkring pavedømmets historie Rom og Nordeuropa 750-1200. Universitetsforlag, Odense 1979, ISBN 87-7492-271-8.
- Sejlruter i Adam af Bremens danske øverden. Stockholm 1992 (mit Ove Jørgensen).
- Monasticism in North-West-Europe, 800-1200. Aldershot, Hants 2000.